# Fichte (Magdeburg)

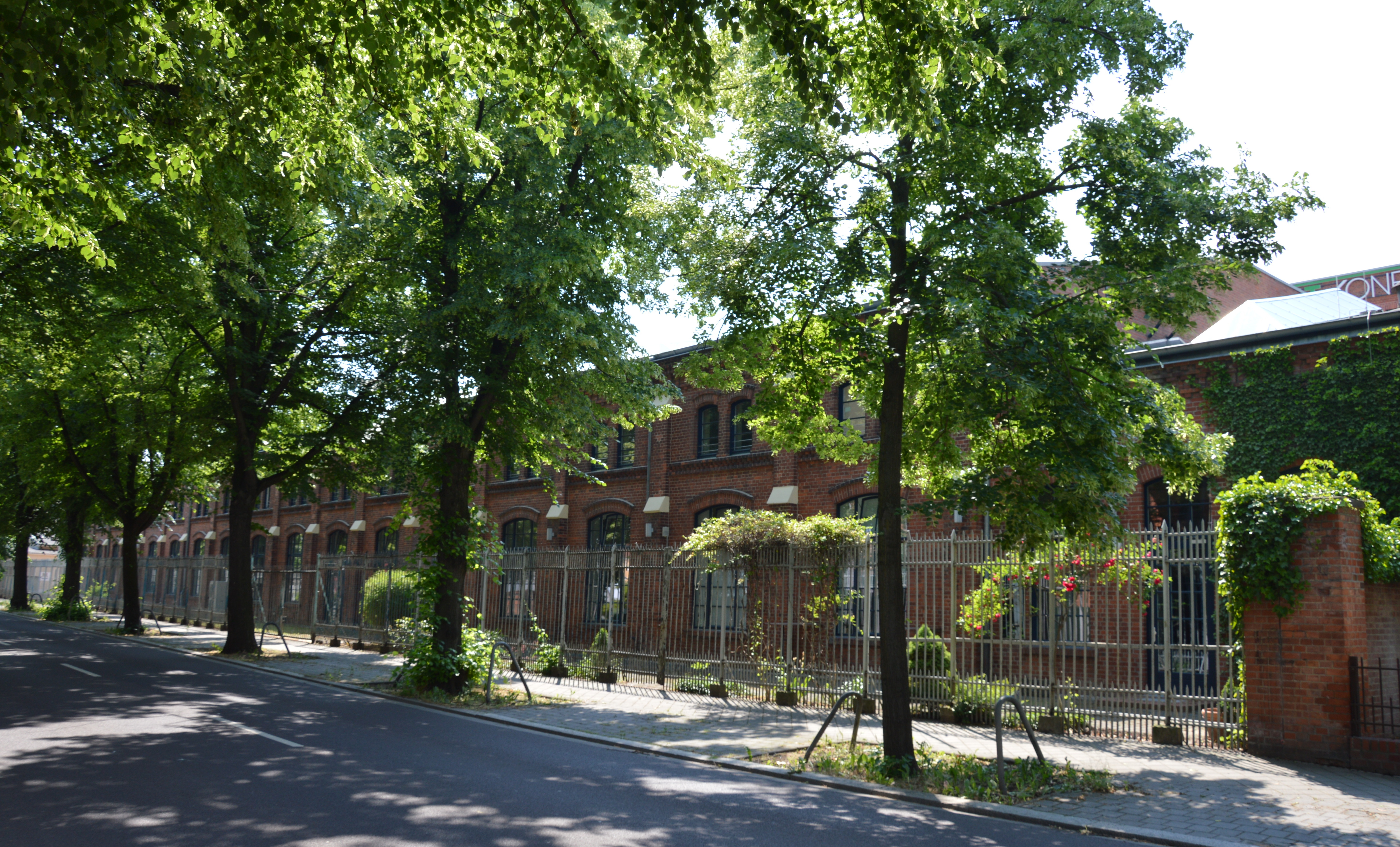
Fichte, Blick von Nordosten im Jahr 2018

Die Fichte ist ein Ensemble mehrerer denkmalgeschützter ehemaliger Fabrikgebäude im Magdeburger Stadtteil Sudenburg in Sachsen-Anhalt. Derzeit werden die sanierten und umgenutzten Gebäude als Büro-, Dienstleistungs- und Fitnesscenter genutzt.

## Lage
Sie befindet sich im nördlichen Teil der Fichtestraße auf deren Westseite an der Adresse Fichtestraße 29a und gilt als prägend für das Straßenbild. Der Name Fichte geht auf den Namen der Straße zurück, die ihrerseits nach dem Philosophen Johann Gottlieb Fichte benannt ist.

## Architektur und Geschichte
Die erhaltenen langgestreckten Maschinenhallen entstanden in den Jahren 1886, nach anderen Angaben 1895/96 nach einem Entwurf von Max Behrendt als Maschinenfabrik und Eisengießerei E. Bendel. Die beiden zweigeschossigen, 120 Meter langen Hallen sind aus Ziegeln gebaut und dreischiffig ausgeführt. Einige Elemente sind aus Haustein gefertigt. An den Langseiten ist die Fassade von flachen Strebepfeilern geprägt. Die Fenster des Erdgeschosses sind als große Segmentbogenfenster angelegt. Im Obergeschoss befindet sich jeweils oberhalb eines solchen Fensters ein Paar kleine Segmentbogenfenster. Bedeckt ist sie mit einem flachen Satteldach mit genieteten Fachwerkbindern.
Der Magdeburger Unternehmer Eduard Bendel ließ hier Gasmotoren entwickeln und produzieren. Die Viertaktmotoren beruhten auf einer Erfindung von Etienne Lenoir und wurden durch Nikolaus Otto entwickelt. Die E.Bendel Gasmotorenfabrik wurde später in Nachfolge für Bendel an die ebenfalls in Magdeburg ansässige Ferdinand Roth Sauggasmotorenfabrik verkauft, die jedoch die komplette Anlage und Produktion in ihr eigenes Stammwerk verlagerte.
Am 13. Juli 1913 gründete dann Hugo Junkers in den Gebäuden die Junkers Motorenbau GmbH. In Zusammenarbeit mit dem US-Amerikaner Charles Quast wurden Otto-Motoren entwickelt, wobei die Zusammenarbeit, bedingt durch den Ersten Weltkrieg, 1915 beendet wurde. Im Jahr 1919 wurde das Werk nach Dessau verlegt.
Nächster Nutzer war dann ab 1919 die Maschinenfabrik Georg Becker & Co. des Unternehmers Georg Becker, der hier in der Nähe des Sudenburger Bahnhofs Transport- und Förderanlagen bauen ließ. 1935 wurde die Produktion an die Sudenburger Wuhne verlegt, aus dem Unternehmen ging die heutige FAM Magdeburger Förderanlagen und Baumaschinen hervor.
1935 wurde die Fabrik durch die Polte-Werke übernommen und zur Produktion von Munition genutzt. Es entstanden Patronenhülsen in verschiedenen Kalibern. In dieser Nutzungszeit wurde ein Dampfkesselhaus mitsamt einem Gebäude für die Konstruktion und ein Geschützturm für die Flak errichtet. In die Werkhalle wurde eine Galerieebene für Drehbänke eingefügt, außerdem wurde der Brandschutz verbessert. Nach Ende des Zweiten Weltkriegs wurden die Produktionsanlagen demontiert und in die Sowjetunion abtransportiert.
Ab 1951 diente das Werk dann als Sitz des VEB Brauerei & Kellereimaschinen, der Getränkeabfüllanlagen produzierte, die insbesondere in den Westen geliefert wurden. Eine moderne Halle wurde 1981 mit einer Fläche von 5000 m² gebaut. Die Werkhallen in der Fichtestraße wurden nach der politischen Wende dann im Jahr 1991 geschlossen und verfielen. Es erfolgte jedoch eine Ausweisung als Kulturdenkmal.
Bereits 1993 erwarb der niederrheinische Bauunternehmer und Projektentwickler Robert W. Janssen die nicht mehr genutzten Gebäude. In der ehemaligen östlichen Werkhalle entlang der Fichtestraße etablierte sich schnell ein großes überregional bekanntes Antiquitätencenter. Aufgrund von Rückübertragungsansprüchen der Erben des letztmals eingetragenen Eigentümers Polte-Werke, wurde der Kaufvertrag jedoch rückabgewickelt. Bis 2000 fanden keine weiteren Projektentwicklungen statt.
Nachdem der Rückübertragungsanspruch auf die Polte-Werke abgewiesen wurde, erwarb Robert W. Janssen die Anlage im Jahr 2000 erneut. Der Instandhaltungsrückstau der ehemaligen westlichen Werkhalle wurde behoben und dabei gleichzeitig das ursprüngliche durchgängige Mittelschiff wieder hergestellt und der ursprüngliche industrielle Charakter sichtbar gemacht. Dieses Gebäude wurde ab 2004 als KONGRESS & KULTURWERK- fichte betrieben. Insgesamt wurden mehr als fünf Millionen Euro investiert.
Das Kulturwerk fichte entwickelte sich schnell zu einem bundesweit bedeutenden Veranstaltungsort für Kongress-, Tagungs-, Messe- und Kulturveranstaltungen. Insbesondere die Automobilindustrie stellte hier regelmäßig neue zur Markteinführung anstehende Fahrzeuge vor. 2015 erfolgte die Weltpremiere des ersten vollkommen autonom fahrenden LKW der DAIMLER AG vor internationalen Fachpublikum. Kulturelle Highlights waren, neben den regelmäßig stattgefundenen Themenpartys, Konzerte mit CRO, Die Prinzen, Hermes-House-Band und DJ Antoine.
Auf den unter anderem hier regelmäßig durchgeführten Neujahrsempfängen der SPD traten auch Bundespolitiker wie Sigmar Gabriel und Franz Müntefering auf. Andere bekannte Gäste im Rahmen weiterer politischer Veranstaltungen und Empfängen aus der Bundespolitik waren u. a. Gerhard Schröder, Hans-Dietrich Genscher, Guido Westerwelle, Bundespräsident Frank Walter Steinmeier, Thomas de Maizière und Andrea Nahles.

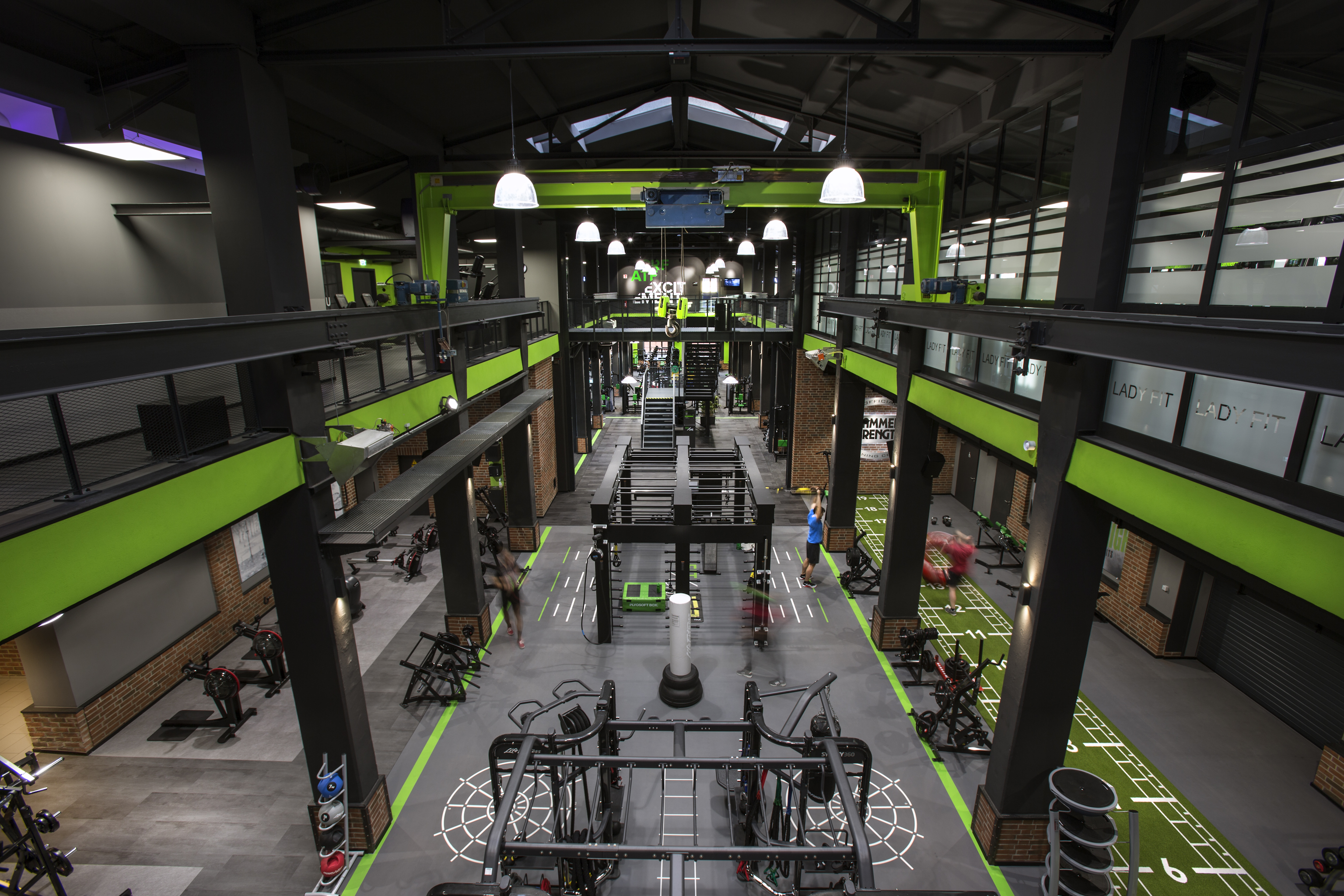
FIT/ONE, 2018

Am 30. Juni 2017 schloss der Betreiber aus Altersgründen das KONGRESS & KULTURWERK-fichte. Das Gebäude wurde bis Mitte Dezember 2017 zu einem hochmodernen Fitness-Center mit 5000 m² umgebaut und am 15. Dezember 2017 eröffnet. Der Mietvertrag mit der Fitnesskette FIT/ONE ist zunächst über 15 Jahre vorgesehen.
Im örtlichen Denkmalverzeichnis ist die Fabrik unter der Erfassungsnummer 094 82678 als Baudenkmal verzeichnet.
Die Anlage gilt als typisches Industriegebäude der Gründerzeit und wichtiges Zeugnis der Magdeburger Industriegeschichte.